# 戈達爾 (明尼蘇達州)
戈達爾（英語：Godahl）是位於美國明尼蘇達州布朗縣及沃通旺縣的一個非建制地區。

## 地理
戈達爾所處的海拔為高於海平面318米（即1043英呎），而該地所採用的時區為UTC-6，即北美中部時區（CST）。同時該地設有夏令時間，為UTC-6調快一小時，即UTC-5（CDT）。